# Италианска азбука
Съвременната италианска азбука се състои от 21 латински букви с изключение на 5 допълнителни букви. В сравнение с други европейски езици (английски, немски, френски) се счита за най-кратката.

## Азбука
| Буква | Значение | Пример     | Буква | Значение  | Пример    |
| ----- | -------- | ---------- | ----- | --------- | --------- |
| A a   | a        | aranciata  | N n   | enne      | Napoli    |
| B b   | bi       | bianco     | O o   | o         | orso      |
| C c   | ci       | campo      | P p   | pi        | piuttosto |
| D d   | di       | domani     | Q q   | cu        | Quarto    |
| E e   | e        | emozione   | R r   | erre      | Roma      |
| F f   | effe     | finalmente | S s   | esse      | stanco    |
| G g   | gi       | giornata   | T t   | ti        | troppo    |
| H h   | acca     | hanno      | U u   | u         | Udine     |
| I i   | i        | impegno    | V v   | vi        | vedere    |
| J j   | i lunga  |            | W w   | vi doppia |           |
| K k   | cappa    |            | X x   | ics       |           |
| L l   | elle     | lavorare   | Y y   | ipsilon   |           |
| M m   | emme     | Milano     | Z z   | zeta      | zucchine  |

Буквите J, K, W, X, Y обикновено не присъстват в италианската азбука, но могат да бъдат употребени в италианския език, като спомагателни (например в думите с чужд произход). Също така, в италианския език може да се срещнат и букви с ударение: à, è, é, ì, í, î, ò, ó, ù, ú. Тяхното предназначение е да се посочи ударението на последната сричка (caffè, perché). Тежкото ударение се поставя винаги над a, i или u и над други гласни (среден лифт), за да се покаже тяхната отвореност. Острото ударение се използва, за да се покаже, че гласната е затворена.

## Четене на италианските букви
Много италиански звукове съответстват на буквите от италианската азбука, но има и изключения. Зависи много от положението на буквата в думата в сравнение с другите букви.
Италианските букви c и g обикновено се произнасят като [k] и [g] (casa, gatto), но пред гласните i и e – като [ʧ] и [ʤ] (ciao, giardino). Буквата h, която няма собствен звук, стояща между съгласните c или g или гласните i и e, отнемат това правило, което значи, че буквите се четат по своето обичайно значение (anche, spaghetti). Също така буквата h действа на буквосъчетанието sc, което се произнася като [sk] пред a, o, u, и като [ʃ] пред e или i.
Италианските буквосъчетания gl и gn се произнасят съответно, като [ʎ] и [ɲ].
Буквите i и u представляват звуците [i] и [u], [j] и [w] в съседство с други гласни или ако на тях пада ударение.